# Греція на зимових Олімпійських іграх 1972
Греція на зимових Олімпійських іграх 1972 в Саппоро була представлена 3 спортсменами в одному виді спорту.  Прапороносцем на церемонії відкриття Ігор став гірськолижник Панайотіс Александріс. Грецькі спортсмени не здобули жодних медалей.

## Спортсмени
Гірськолижний спорт
- Панайотіс Александріс
- Георгіос Тамбуріс
- Спірос Теодору

| Вид спорту          | Чоловіки | Жінки | Всього |
| ------------------- | -------- | ----- | ------ |
| Гірськолижний спорт | 3        | 0     | 3      |
| Усього              | 3        | 0     | 3      |

## Гірськолижний спорт
| Спортсмен             | Дисципліна                   | Спуск 1 | Спуск 1 | Спуск 2 | Спуск 2 | Разом   | Разом |
| Спортсмен             | Дисципліна                   | Час     | Місце   | Час     | Місце   | Час     | Місце |
| --------------------- | ---------------------------- | ------- | ------- | ------- | ------- | ------- | ----- |
| Георгіос Тамбуріс     | гігантський слалом, чоловіки | 2:10.38 | 57      | 2:08.31 | 43      | 4:18.69 | 46    |
| Панайотіс Александріс | гігантський слалом, чоловіки | 2:03.05 | 53      | 2:02.40 | 41      | 4:05.45 | 41    |
| Спірос Теодору        | гігантський слалом, чоловіки | 1:58.41 | 52      | 2:03.86 | 42      | 4:02.27 | 39    |

| Спортсмен             | Дисципліна       | Кваліфікація | Кваліфікація | Спуск 1 | Спуск 1 | Спуск 2 | Спуск 2 | Разом | Разом |
| Спортсмен             | Дисципліна       | Час          | Місце        | Час     | Місце   | Час     | Місце   | Час   | Місце |
| --------------------- | ---------------- | ------------ | ------------ | ------- | ------- | ------- | ------- | ----- | ----- |
| Спірос Теодору        | слалом, чоловіки | DNF          | –            | DNF     | –       | –       | –       | DNF   | –     |
| Георгіос Тамбуріс     | слалом, чоловіки | 2:25.59      | 5            | DNF     | –       | –       | –       | DNF   | –     |
| Панайотіс Александріс | слалом, чоловіки | 1:59.79      | 6            | DNF     | –       | –       | –       | DNF   | –     |